# Война полов
«Война полов» — российский кинофильм 2015 года по сценарию Андрея Курейчика. Режиссёр — Кирилл Кузин.

## Сюжет
Компания молодых людей после корпоратива неожиданно для себя очутились на необитаемом острове в средневековых и супергеройских одеждах, а также без воды и еды. С ними на острове оказываются и две красивые, но не очень к ним дружелюбные девушки. Парни и девушки устраивают конфликт, ссорясь по бытовым мелочам. Всё же между ними завязываются симпатии, ситуация налаживается, и война утрачивает смысл.

## В ролях
- Анатолий Белый — директор проектного бюро
- Екатерина Кузнецова — Юляша, ведущий архитектор
- Сабина Ахмедова — Сонечка, пи-ар менеджер
- Харальд Розенстрём — Алексей, архитектор-новатор
- Александр Пальчиков — Виталик, программист
- Алексей Демидов — Макс, начинающий донжуан
- Марина Федункив — Ирэн, спонсор многих проектов
- Борис Эстрин — олигарх, заказчик большой стройки
- Kristelle — секретарь-референт
- Вячеслав Коротков — первый пилот
- Дмитрий Савьяненко — второй пилот
- Артём Семакин
- Анвер Ягудин

## Съёмочная группа
- Авторы сценария — Андрей Курейчик, Ким Белов, Тихон Корнев, Денис Елеонский, Андрей Галанов, Владимир Дьяченко
- Режиссёр-постановщик — Кирилл Кузин
- Оператор-постановщик — Евгений Ермоленко
- Композитор — Дмитрий Носков

## История создания
Сценарий к фильму написал кинодраматург Андрей Курейчик. Изначально создатели фильма хотели назвать ленту «Опять три плюс два», так как в фильме прослеживается аналогия с популярной комедией «Три плюс два». Но в итоге было решено не вводить зрителей в заблуждение.
Съёмки фильма проходили в 30 километрах от Батуми, а также в батумском ботаническом саду, при довольно сложных погодных условиях: рабочий процесс время от времени прерывался из-за ливней и шторма.